# Country-Musik 2019
Die Liste Country-Musik 2019 bietet eine Übersicht über das Jahr 2019 im Genre Country-Musik.

## Top Hits des Jahres

### Year-End-Charts
Dies ist die Top 10 der Year-End-Charts, die vom Billboard-Magazin erhoben wurde.
1. Whiskey Glasses – Morgan Wallen
2. Speechless – Dan + Shay
3. God's Country – Blake Shelton
4. Beautiful Crazy – Luke Combs
5. Beer Never Broke My Heart – Luke Combs
6. The Git Up – Blanco Brown
7. Tequila – Dan + Shay
8. Rumor – Lee Brice
9. Knockin' Boots – Luke Bryan
10. Meant To Be – Bebe Rexha & Florida Georgia Line

### Nummer-1-Hits
Die folgende Liste umfasst die Nummer-eins-Hits der Billboard Hot Country Songs des US-amerikanischen Musikmagazines Billboard chronologisch nach Wochenplatzierung.
- 5. Januar – Speechless – Dan + Shay
- 2. Februar – Tequila – Dan + Shay
- 2. März – Beautiful Crazy – Luke Combs
- 18. Mai – Whiskey Glasses – Morgan Wallen
- 25. Mai – God's Country – Blake Shelton
- 13. Juli – The Git Up – Blanco Brown
- 12. Oktober – One Thing Right – Marshmello & Kane Brown
- 19. Oktober – 10.000 Hours – Dan + Shay & Justin Bieber

## Alben

### Year-End-Charts
Dies ist die Top 10 der Year-End-Charts, die vom Billboard-Magazin erhoben wurde.
1. Dangerous: The Double Album – Morgan Wallen
2. What You See Is What You Get – Luke Combs
3. This One's For You – Luke Combs
4. Starting Over – Chris Stapleton
5. Fearless (Taylor's Version) – Taylor Swift
6. If I Know Me – Morgan Wallen
7. Traveller – Chris Stapleton
8. Goldmine – Gabby Barrett
9. Born Here Live Here Die Here – Luke Bryan
10. Hey World – Lee Brice

### Nummer-1-Alben
Die folgende Liste umfasst die Nummer-eins-Hits der Billboard Top Country Albums des US-amerikanischen Musikmagazines Billboard chronologisch nach Wochenplatzierung.
- 2. Januar – This One’s for You – Luke Combs (seit 29. Dezember des Vorjahres)
- 5. Januar – Rudolph The Red-Nosed Reindeer & Other Christmas Favorites – Gene Autry
- 2. Februar – Ain’t Nothin’ to It – Cody Johnson
- 23. Februar – Golden Hour – Kacey Musgraves
- 2. März – Can't say I ain't Country – Florida Georgia Line
- 23. März – Girl – Maren Morris
- 13. April – Honky Tonk Time Machine – George Strait
- 20. April – Reboot – Brooks & Dunn
- 15. Juni – Center Point Road – Thomas Rhett
- 22. Juni – The Prequel – Luke Combs
- 17. August – Country Squire – Tyler Childers
- 7. September – Let It Roll – Midland
- 21. September – The Highwaywomen – The Highwaywomen
- 5. Oktober – The Owl – Zac Brown Band
- 12. Oktober – Whiskey Myers – Whiskey Myers
- 19. Oktober – Fire & Brimstone – Brantley Gilbert
- 9. November – Old Dominion – Old Dominion
- 16. November – Wildcard – Miranda Lambert
- 23. November – What You See Is What You Get – Luke Combs
- 7. Dezember – g – Jason Aldean

## Gestorben
- 1. Januar – Pegi Young
- 3. Januar – Steve Ripley
- 12. Januar – Whitey Shafer
- 24. Februar – Mac Wiseman
- 10. April – Earl Thomas Conley
- 4. September – Kylie Rae Harris

## Neue Mitglieder der Hall of Fames

### Country Music Hall of Fame
- Jerry Bradley
- Ray Stevens
- Brooks & Dunn[4]

### International Bluegrass Music Hall of Fame
- Mike Auldridge
- Bill Emerson
- The Kentucky Colonels[5]

### Nashville Songwriters Hall of Fame
- Larry Gatlin
- Marcus Hummon
- Kostas Lazarides
- Rivers Rutherford
- Sharon Vaughn
- Dwight Yoakam[6]

## Die wichtigsten Auszeichnungen

### Grammys
- Beste Country-Solodarbietung (Best Country Solo Performance) – Butterflies, Kacey Musgraves
- Beste Countrydarbietung eines Duos oder einer Gruppe (Best Country Duo/Group Performance) – Tequila, Dan + Shay
- Bester Countrysong (Best Country Song) – Cold, Kacey Musgraves (Autoren: Luke Laird, Shane McAnally, Kacey Musgraves)
- Bestes Countryalbum (Best Country Album) – Golden Hour von Kacey Musgraves
- Bestes Bluegrass Album (Best Bluegrass Album) – The Travelin’ McCourys – The Travelin’ McCourys

### ARIA Awards
- Best Country Album – Things that we drink to – Morgan Evans

### Billboard Music Awards
- Top Country Song – Meant to Be – Bebe Rexha and Florida Georgia Line
- Top Country Artist – Luke Combs
- Top Country Album –  This One's for You – Luke Combs
- Top Country Duo/Group Artist – Dan + Shay
- Top Country Female Artist – Carrie Underwood
- Top Country Male Artist – Luke Combs

### Country Music Association Awards
- Entertainer of the Year – Garth Brooks
- Song of the Year – Beautiful Crazy – Luke Combs, Wyatt B. Durette III, Rob Williford
- Single of the Year – God's Country – Blake Shelton
- Album of the Year – Girl – Maren Morris
- Male Vocalist of the Year – Luke Combs
- Female Vocalist of the Year – Kacey Musgraves
- Vocal Duo of the Year – Dan + Shay
- Vocal Group of the Year – Old Dominion
- Musician of the Year – Jenee Fleenor
- New Artist of the Year – Ashley McBryde
- Musical Event of the Year – Old Town Road (Remix) – Lil Nas X & Billy Ray Cyrus
- Music Video of the Year – Rainbow – Kacey Musgraves[7]

### Academy of Country Music Awards
- Entertainer of the Year – Keith Urban
- Female Artist of the Year – Kacey Musgraves
- Male Artist of the Year – Thomas Rhett
- Duo of the Year – Dan + Shay
- New Female Artist of the Year – Ashley McBryde
- New Male Artist of the Year – Luke Combs
- Album of the Year – Golden Hour von Kacey Musgraves
- Single of the Year – Tequila von Dan + Shay
- Song of the Year – Tequila von Dan + Shay – Autoren: Nicolle Galyon, Jordan Reynolds, Dan Smyers
- Video of the Year – Drunk Girl von Chris Janson
- Music Event of the Year – Burning Man von Dierks Bentley featuring Brothers Osborne
- Songwriter of the Year – Shane McAnally[8]

### American Music Awards
- Favorite Country Male Artist – Kane Brown
- Favorite Country Female Artist – Carrie Underwood
- Favorite Country Band/Duo/Group – Dan + Shay
- Favorite Country Album – Cry Pretty – Carrie Underwood
- Favorite Country Song – Speechless – Dan + Shay[9]